# Sieversia

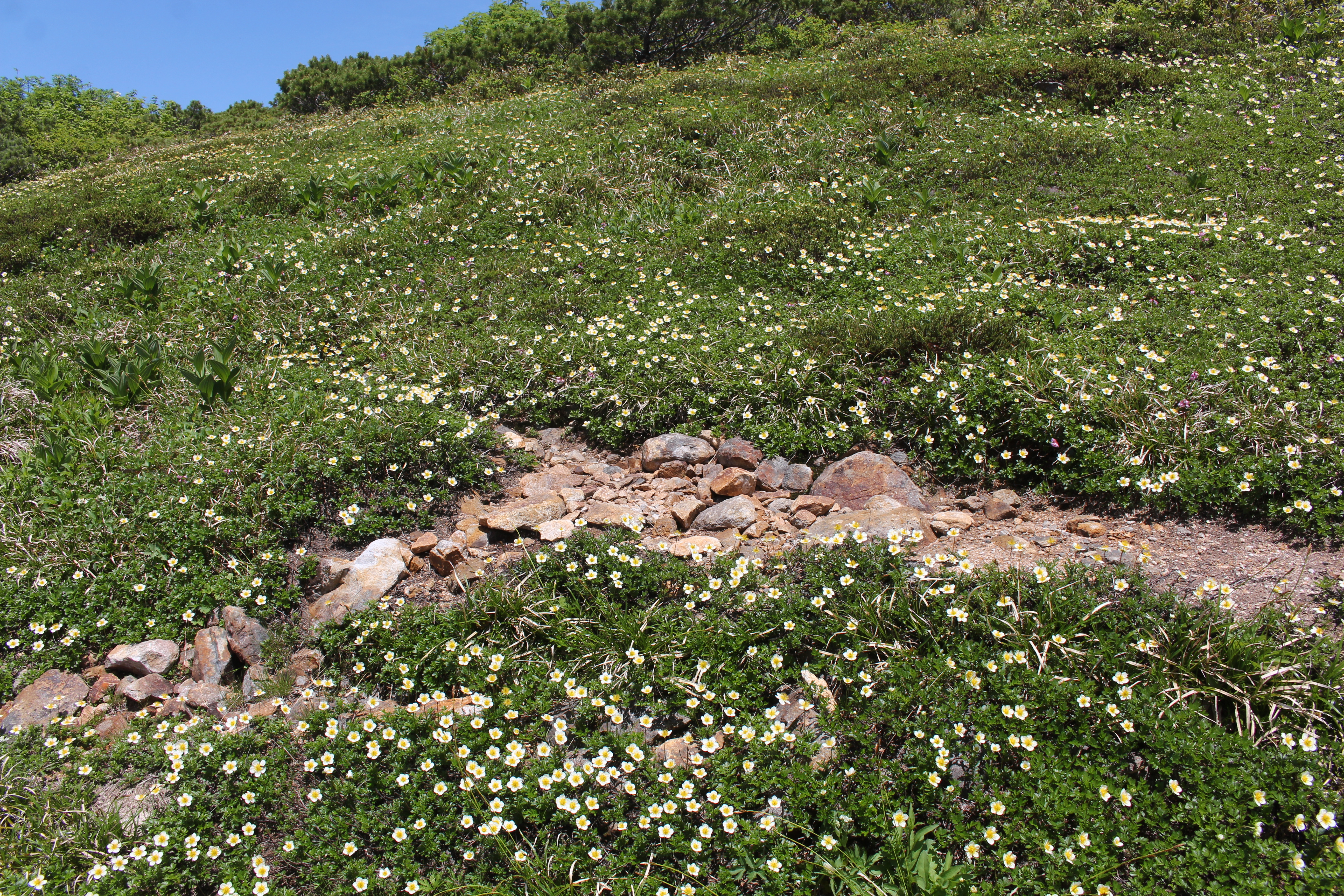
Sieversia pentapetala w górach Japonii

Sieversia – rodzaj roślin należących do rodziny różowatych. Obejmuje jeden lub dwa gatunki w zależności od ujęcia systematycznego. Należy tu rosnący na Alasce oraz we wschodniej Azji Sieversia pentapetala (Linnaeus) Greene, dodatkowo w niektórych ujęciach wyodrębnia się w randze gatunku S. pusilla Hultén – endemit Dalekiego Wschodu Azji różniący się znacznie budową liści (listki są bardzo głęboko wcinane i w efekcie liście niemal podwójnie pierzaste). 

## Morfologia
PokrójPółkrzew rzadko osiągający ponad 10 cm wysokości, z kłączem rozgałęziającym się. Łodyg kilka płożących do podnoszących się, nierozgałęzionych, gładkich.
LiściePierzasto złożone, u nasady z równowąskimi i przylegającymi do ogonka liściowego przylistkami. Blaszka liściowa w zarysie eliptyczna do jajowatej, do 3,5 cm długości, z 3–11 listkami, wąsko eliptycznymi, całobrzegimi, ząbkowanymi do głęboko wcinanych. Brzeg blaszki nie podwinięty.
KwiatyPojedyncze, o średnicy do 2,5 cm. Kwiaty z kieliszkiem na szypułkach tworzonym przez 5 listków. Hypancjum kubeczkowate, omszone, o średnicy 2 mm. Okwiat pięciokrotny; działki kielicha rozpostarte, jajowate; płatki korony białe, u nasady mniej lub bardziej żółtawe, jajowate do eliptycznych. Pręciki liczne, zwykle w liczbie ponad 100, krótsze od płatków. Zalążnia tworzona jest przez liczne (30–70), owłosione owocolistki z trwałymi szyjkami słupków.
OwoceLiczne, skupione, jajowate i owłosione niełupki o długości 2 mm z trwałymi, nitkowatymi i znacznie wydłużającymi się szyjkami słupka (do 2-2,7 cm).

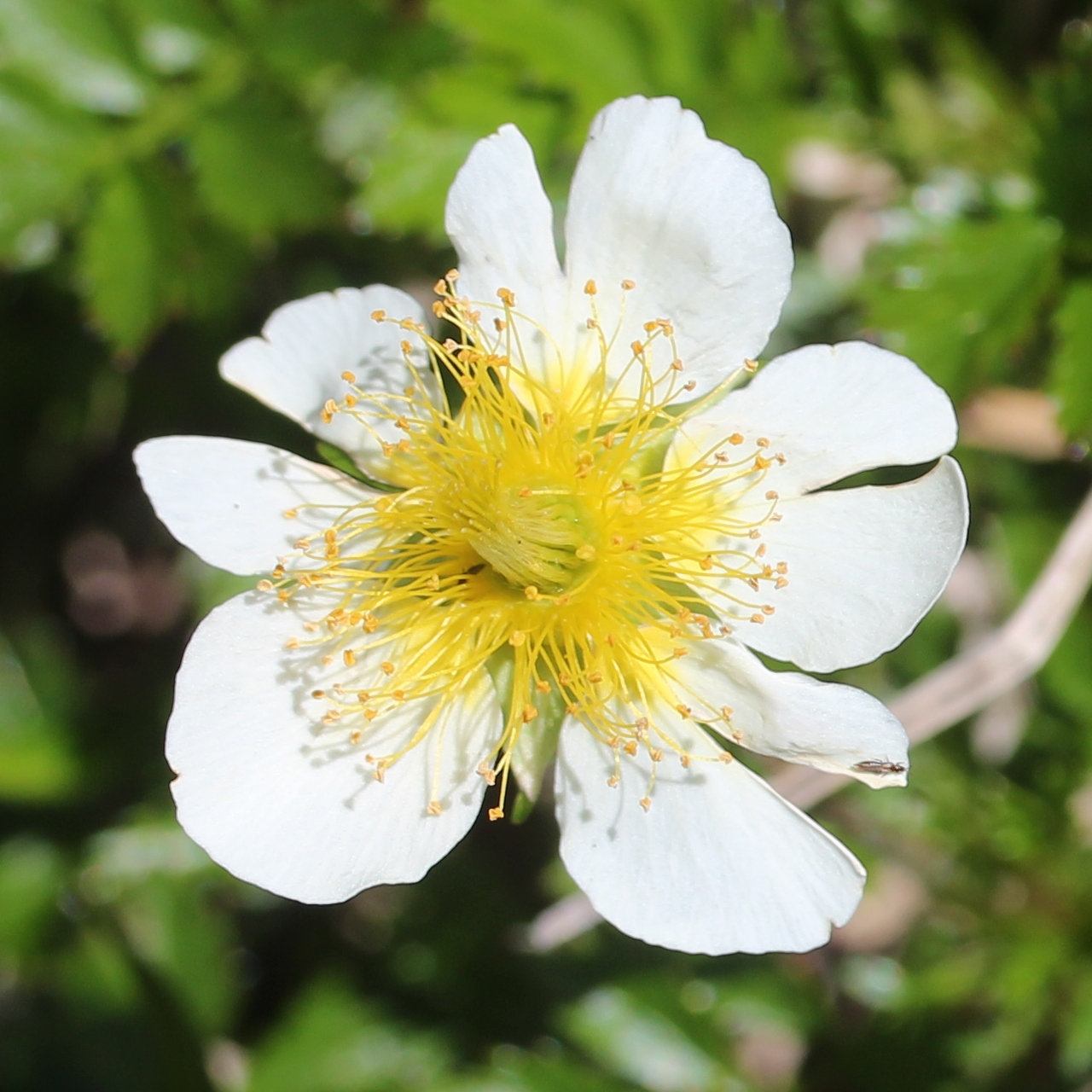
Kwiat
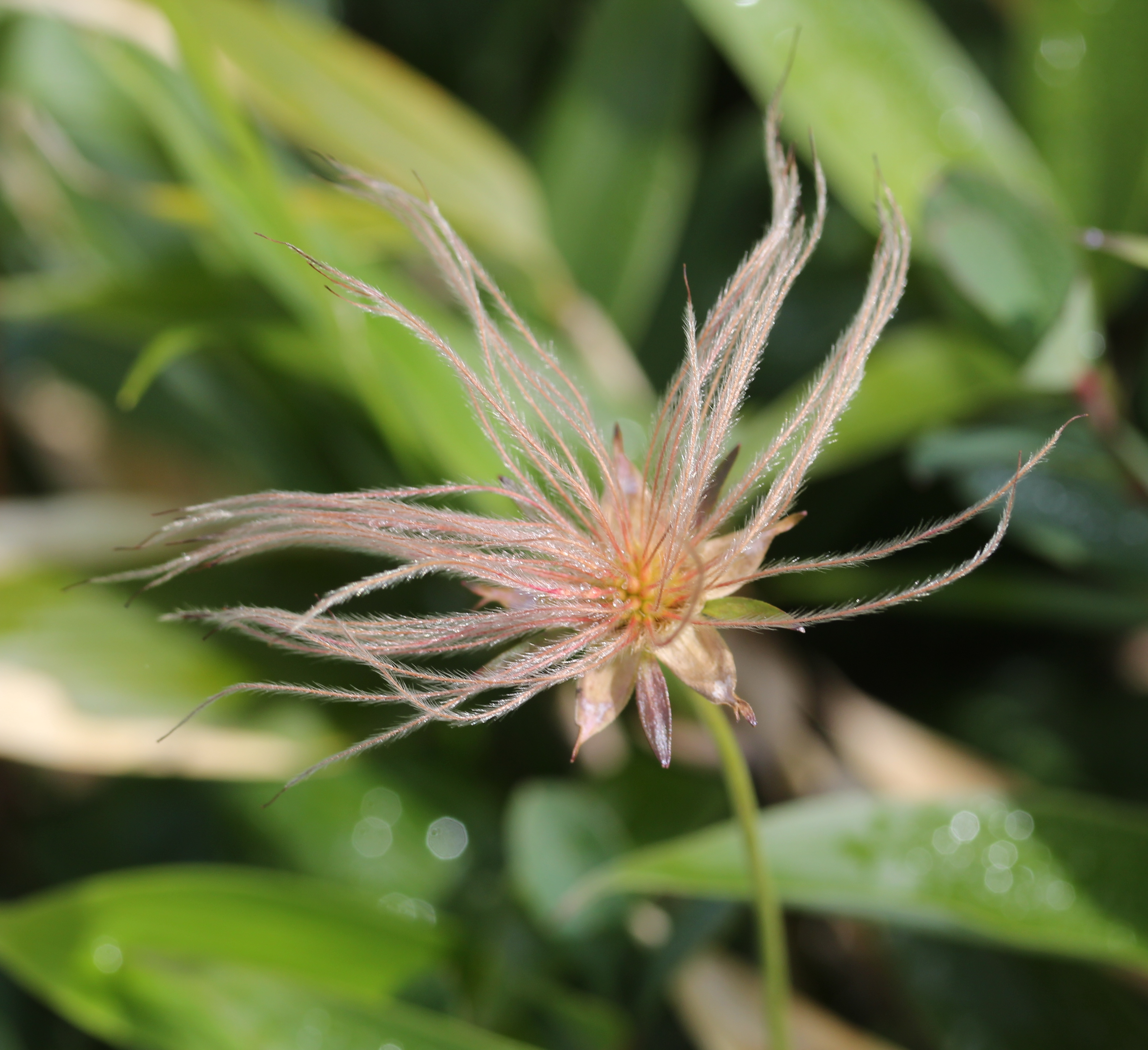
Owoce
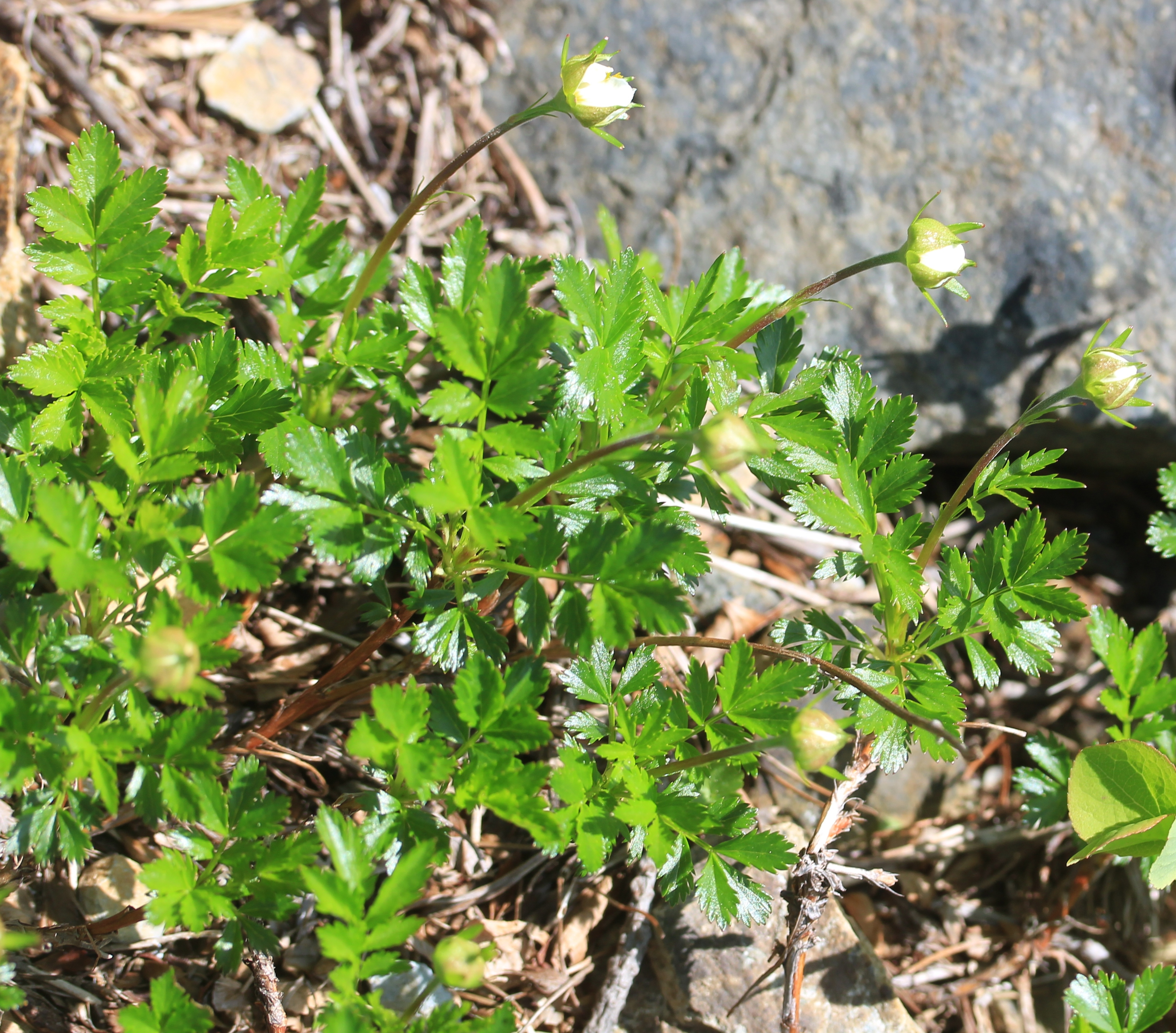
Liście

## Systematyka
Jeden z rodzajów plemienia Colurieae, do którego należy kuklik Geum i Fallugia z podrodziny Rosoideae w obrębie różowatych (Rosaceae). Rodzina ta z kolei jest kladem bazalnym w obrębie rzędu różowców (Rosales). 
Rodzaj jest różnie ujmowany, przy czym współcześnie raczej wąsko – z jednym lub dwoma gatunkami. W XIX i przez znaczną część XX wieku włączano tu też inne gatunki o wydłużającym się w czasie owocowania słupku, ale późniejsze analizy wykazały, że to cecha pierwotna dla plemienia Colurieae i współcześnie rodzaj ujmowany jest wąsko, a dawniej zaliczane tu rośliny włączane są do rodzaju kuklik Geum.